# Бережняны
Бережняны — деревня в Смоленской области России, в Кардымовском районе. Расположена в центральной части области в 14 км к северо-западу от Кардымова, на автодороге М1 «Беларусь». Население — 48 жителей (2007 год). Входит в состав Каменского сельского поселения.

## История
В 1751 году деревня становится селом (князем Друцким-Соколинским построена каменная церковь Живоначальной Троицы). В 1781 году село принадлежит князьям Друцким-Соколинским. До 1859 года деревня была владельческой при реке Смонке, 22 двора, 173 жителя. В 1941-1943 годах в деревне был фашистский концлагерь для советских военнопленных, сейчас на его месте захоронение.

## Экономика
Сельский клуб-библиотека.

## Достопримечательности
- В деревне родился известный химик-радиолог В. А. Бородовский